# Septennat (Empire allemand)
Ne doit pas être confondu avec Septennat.
Le terme Septennat dans l'Empire allemand désigne les budgets militaires de l'époque qui sont valables pour une durée de 7 ans. Le vote est effectué par le Reichstag. Cette période est le résultat d'un compromis entre le chancelier impérial Otto von Bismarck et le parlement.

## Contexte
Le conflit constitutionnel prussien a montré que le manque de clarté de la constitution en matière militaire - la primauté des décisions doit-elle revenir au parlement ou au roi? - est la source potentielle de dysfonctionnement. Le conflit constitutionnel a vu le parlement rejeter la partie militaire du budget. En 1866 avec la fin du conflit la question budgétaire reste ouverte. Le Reichstag a voté le budget militaire pour une durée de 4 ans. On parle alors de « Pauschquantum ». La fin de la validité de ce budget coïncide avec l'unité allemande. Après de longues négociations, cet accord est prolongé pour une durée de trois ans.

## Mise en place du Septennat
En 1874, le général Albrecht von Roon, soutenu à contrecœur par Bismarck, propose que le parlement vote pour les dépenses militaires sans limite de validité, pour l'éternité d'où le nom de cette proposition de « Aeternat ». Cela signifierait toutefois une forte limitation du pouvoir du parlement, le budget militaire représentant 70 à 75 % du budget fédéral total. À l'époque, les libéraux disposent d'une majorité absolue de 204 députés sur 397. Le parti progressiste et l'aile gauche du parti national-libéral refusent de céder à Roon et souhaitent un budget militaire valable pour un an.
L'aile droite du dernier parti reste cependant fidèle au gouvernement. Afin d'éviter l'éclatement du parti, le septennat est proposé comme solution de compromis. Bismarck, qui veut éviter le renouvellement d'un conflit long comme lors du conflit constitutionnel qui a duré de 1861 à 1866, décide de soutenir la proposition. Le budget est donc voté tous les 7 ans.

## Septennats suivants
En 1880, le vote du second budget militaire, du second septennat, est une formalité, Bismarck disposant alors de l'appui des conservateurs.
En 1887, Bismarck parle de « risque de guerre » ce qui lui permet d'imposer ses vues, même s'il rencontre cette fois plus de résistance. Franz August Schenk von Stauffenberg, qui est membre du Parti radical allemand qui est dans l'opposition, propose dans son discours devant le Reichstag du 14 janvier 1887 de limiter la durée de validité du budget alloué aux renforts demandés par le gouvernement à 3 ans au lieu de 7. Elle est votée à 186 voix contre 154. Bismarck dissout alors le parlement avant la prise de vigueur de la loi, ce qui provoque les élections de février 1887. Avant ces nouvelles élections un attentat est commis contre l'Empereur Guillaume Ier. En conséquence, le chancelier et les conservateurs le soutenant sortent renforcés des élections.

## Fin du Septennat
En 1890, le nouveau chancelier Leo von Caprivi fait raccourcir la durée de validité du budget militaire à 5 ans, une durée égale aux législatures.

## Portée du Septennat
Le compromis qu'est le Septennat marque la fin des tentatives du parlement d'obtenir la primauté en matière militaire. Le souhait de Bismarck de voir l'exécutif dominer les affaires militaires est donc réalisé. L'armée garde toutefois une place à part dans l'Empire allemand. Les tentatives répétées d'imposer la parlementarisation du système gouvernemental allemand sur un modèle anglais prennent donc fin.